# برودردرف
برودردرف (به فرانسوی: Brouderdorff) یک کمون در فرانسه است که در Canton of Sarrebourg واقع شده‌است.

## خصوصیات
برودردرف ۴٫۷۸ کیلومترمربع مساحت و ۹۲۶ نفر جمعیت دارد و ۳۰۰ متر بالاتر از سطح دریا واقع شده‌است.